# 中村真理
中村 真理（なかむら まり）は、日本の女性ビデオジョッキー。東京都大田区出身、神奈川県横浜市在住。生年は非公表。本名同じ。

## 来歴・人物
東京女子大学日本文学科卒業。大学在学中、早稲田大学DJ研究会に所属。
大学在学中にテレビ神奈川『ファンキートマト』に起用されてビデオジョッキーとして活動を開始。当時から「素人離れした話しぶりと洋楽に強い」と評判であり、「大学卒業後もDJ一本で」やっていくと表明していた。現在もテレビ神奈川の番組を中心に活動している。ラジオDJも手がけており、チャート番組への出演が多い。
ビデオ紹介時に、よく誤読をする度に「あ、ごめん！」と言っていたところから、ミドルネームが入った「中村 あ、ごめん真理」を自ら名乗っていた時期があった。
身長166㎝（1980年当時）。兄が二人いる。

## 出演

### テレビ番組
現在
- billboard TOP40（テレビ神奈川）

過去
- ファンキートマト（テレビ神奈川）
- 丸井SPOPS（テレビ神奈川）
- VIDEO JAM（テレビ朝日）

### ラジオ番組
- InterTOP 30 Super（InterFM）
- MUSIC WATCH（TOKYO FM）
- THUNDER STRIKES（NACK5）
- くにまるジャパン（文化放送）